# Ambystoma barbouri
Espèce
Statut de conservation UICN

 NT  : Quasi menacé
Ambystoma barbouri est une espèce d'urodèles de la famille des Ambystomatidae.

## Répartition
Cette espèce est endémique du centre-Est des États-Unis. Elle se rencontre :
- dans le Tennessee ;
- dans le Kentucky ;
- dans le sud-est de l'Indiana ;
- dans le sud-ouest de l'Ohio ;
- dans l'ouest de la Virginie-Occidentale.

## Étymologie
Cette espèce est nommée en l'honneur de Thomas Barbour.

## Publication originale
- Kraus & Petranka, 1989 : A new sibling species of Ambystoma from the Ohio River drainage. Copeia, vol. 1989, no 1, p. 94-110.